# 2009-es ABC Supply Company A.J. Foyt 225
A 2009-es ABC Supply Company A.J. Foyt 225 volt a 2009-es IndyCar Series szezon ötödik versenye. A futamra 2009. május 31-én került sor az 1633 méter hosszú Milwaukee Mile-on, a Wisconsin-beli West Allis-ben.

## Rajtfelállás
| Rajtsor | Belső ív | Belső ív       | Külső ív | Külső ív          |
| ------- | -------- | -------------- | -------- | ----------------- |
| 1       | 6        | Ryan Briscoe   | 02       | Graham Rahal      |
| 2       | 11       | Tony Kanaan    | 9        | Scott Dixon       |
| 3       | 5        | Mario Moraes   | 27       | Hideki Mutoh      |
| 4       | 7        | Danica Patrick | 10       | Dario Franchitti  |
| 5       | 2        | Raphael Matos  | 23       | Tomas Scheckter   |
| 6       | 24       | Mike Conway    | 06       | Robert Doornbos   |
| 7       | 26       | Marco Andretti | 4        | Dan Wheldon       |
| 8       | 18       | Justin Wilson  | 14       | Paul Tracy        |
| 9       | 13       | E.J. Viso      | 21       | Ryan Hunter-Reay  |
| 10      | 20       | Ed Carpenter   | 3        | Hélio Castroneves |

## Futam
| Pozíció | #  | Pilóta            | Csapat                      | Futott kör | Idő/Kiesés oka | Rajthely | Élen töltött körök száma | Pont |
| ------- | -- | ----------------- | --------------------------- | ---------- | -------------- | -------- | ------------------------ | ---- |
| 1.      | 9  | Scott Dixon       | Chip Ganassi Racing         | 225        | 1:38:43.9552   | 4        | 27                       | 50   |
| 2.      | 6  | Ryan Briscoe      | Team Penske                 | 225        | +2.1257        | 1        | 154                      | 43   |
| 3.      | 10 | Dario Franchitti  | Chip Ganassi Racing         | 225        | +2.2644        | 8        | 19                       | 35   |
| 4.      | 02 | Graham Rahal      | Newman/Haas/Laningan Racing | 225        | +2.6692        | 2        | 0                        | 32   |
| 5.      | 7  | Danica Patrick    | Andretti Green Racing       | 225        | +5.9176        | 7        | 0                        | 30   |
| 6.      | 2  | Raphael Matos     | Luczo-Dragon Racing         | 225        | +15.8877       | 9        | 0                        | 28   |
| 7.      | 26 | Marco Andretti    | Andretti Green Racing       | 225        | +18.9448       | 13       | 0                        | 26   |
| 8.      | 27 | Hideki Mutoh      | Andretti Green Racing       | 224        | +1 kör         | 6        | 0                        | 24   |
| 9.      | 5  | Mario Moraes      | KV Racing Technology        | 224        | +1 kör         | 5        | 0                        | 22   |
| 10.     | 4  | Dan Wheldon       | Panther Racing              | 224        | +1 kör         | 14       | 0                        | 20   |
| 11.     | 3  | Hélio Castroneves | Team Penske                 | 222        | +3 kör         | 20       | 0                        | 19   |
| 12.     | 21 | Ryan Hunter-Reay  | Vision Racing               | 222        | +3 kör         | 18       | 0                        | 18   |
| 13.     | 23 | Tomas Scheckter   | Dreyer & Reinbold Racing    | 222        | +3 kör         | 10       | 0                        | 17   |
| 14.     | 06 | Robert Doornbos   | Newman/Haas/Laningan Racing | 220        | +5 kör         | 12       | 0                        | 16   |
| 15.     | 18 | Justin Wilson     | Dale Coyne Racing           | 219        | +6 kör         | 6        | 0                        | 15   |
| 16.     | 20 | Ed Carpenter      | Vision Racing               | 219        | +6 kör         | 19       | 0                        | 14   |
| 17.     | 14 | Paul Tracy        | A. J. Foyt Enterprises      | 219        | +6 kör         | 21       | 0                        | 13   |
| 18.     | 13 | E.J. Viso         | HVM Racing                  | 175        | Felfüggesztés  | 17       | 0                        | 12   |
| 19.     | 11 | Tony Kanaan       | Andretti Green Racing       | 132        | Motortűz       | 3        | 25                       | 12   |
| 20.     | 24 | Mike Conway       | Dreyer & Reinbold Racing    | 55         | Baleset        | 11       | 0                        | 12   |
| 21.     | 98 | Stanton Barrett   | Team 3G                     | 0          | Nem indult     | 21       | 0                        | 6    |

## Bajnokság állása a verseny után
Pilóták bajnoki állása
| Pozíció | Pilóta            | Pontok |
| ------- | ----------------- | ------ |
| 1       | Scott Dixon       | 161    |
| 2       | Ryan Briscoe      | 157    |
|         | Dario Franchitti  | 157    |
| 4       | Danica Patrick    | 139    |
| 5       | Hélio Castroneves | 136    |